# Trường Trung học Stuyvesant
Trường Trung học Stuyvesant (tiếng Anh: Stuyvesant High School, phát âm IPA: /ˈstаɪvɛsənt/), thường được nhắc tới với tên Stuy (phát âm: /ˈstаɪ/), là một trường chuyên toán và khoa học công lập ở Thành phố New York. Nó được coi là trường công lập cạnh tranh nhất của Hoa Kỳ, nơi có nhiều học sinh được nhận vào học tại các trường đại học danh giá nhất của Hoa Kỳ hơn bất cứ trường phổ thông công lập hay tư thục nào khác. Ngôi trường được thành lập năm 1904 tại khu Đông Manhattan (East Side) và chuyển tới tòa nhà mới tại Battery Park City vào 1992. Stuyvesant được chú ý vì chương trình học rất mạnh, đã sản sinh ra nhiều cựu học sinh danh tiếng trong đó có những người giành giải Nobel. U.S. News and World Report xếp trường này thứ hạng 15 trong xếp những trường phổ thông "Huy chương vàng" của Hoa Kỳ năm 2007.
Cùng với Trường Trung học Phổ thông Kỹ thuật Brooklyn và Trường Trung học Phổ thông Khoa học Bronx, Stuyvesant là một trong ba trường chuyên đầu tiên của Thành phố New York. Vận hành bởi Sở Giáo dục New York, bộ ba này nhận các cư dân New York và không thu học phí. Tuyển sinh vào ba trường được tiến hành bằng một kì thi căng thẳng, trong đó Stuyvesant có điểm cao nhất, bỏ xa hai trường còn lại. Sự cạnh tranh giữa Stuyvesant và Bronx thể hiện rõ tại cuộc thi Tìm kiếm Tài năng Khoa học Intel, nơi mà mỗi trường dành vị trí dẫn đầu trong những thời kì khác nhau.
Được thành lập như một trường nghề cho nam sinh, Stuyvesant nhận cả nữ sinh vào năm 1969. Sau khi công trình ở Battery Park City hoàn thành, cơ sở vật chất cho nữ sinh trở nên bình đẳng với nam sinh.